# Suore francescane apostoliche
Le suore francescane apostoliche (in inglese Franciscan Apostolic Sisters; sigla F.A.S.) sono un istituto religioso femminile di diritto pontificio.

## Storia
L'istituto fu fondato come pia associazione a Manila nel 1953.
Fu fondato secondo lo spirito del Terz'ordine regolare di San Francesco dal missionario Gerardo Filippetto, frate minore, e fu approvato l'8 dicembre 1964 da Teodulfo Sabugai Domingo, vescovo di Tuguegarao. Fu riconosciuto come istituzione di diritto pontificio il 14 maggio 2003.

## Attività e diffusione
Le suore prestano aiuto ai parroci nelle varie opere apostoliche.
Operano nelle Filippine, in Papua Nuova Guinea, in Canada e negli Stati Uniti d'America; la sede generalizia è nel distretto di Santa Mesa a Manila.
Alla fine del 2015 l'istituto contava 90 religiose in 28 case.